# Myrtle Hart

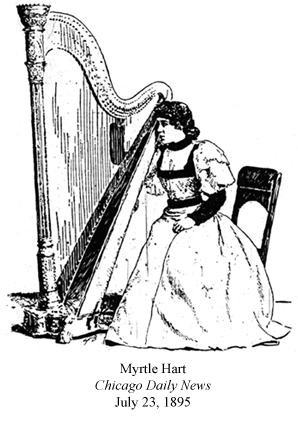
Myrtle Hart (Zeichnung aus dem Jahr 1895)

Myrtle Hart (The Colored American, 10. Oktober 1903, S. 12)

Myrtle Hart, auch Louise Kavanaugh (MacKinlay), (* 1. März 1877 in Evansville, Indiana; † 23. Oktober 1966 in Boston) war eine US-amerikanische Harfenistin. Sie gilt als die erste afroamerikanische Frau, die mit diesem Instrument in den Vereinigten Staaten öffentlich auftrat.

## Biographie
Myrtle Hart war eine Tochter von Sarah (1849–1932) und Henry Hart (1839–1915), die beide Musiker waren: Die Mutter spielte Klavier, der Vater Geige, und er komponierte. Hart war eine Urenkelin einer Sklavin namens Dolly. Diese war im Gefolge von Holzfällern, die für den Pionier Daniel Boone arbeiteten, nach Kentucky gebracht worden. Dort gebar sie ihren Sohn Frederick, gezeugt von dem weißen Sklavenhalter Richard Callaway. Frederick war frei ab 1850, und er nahm den Nachnamen des Sklavenhalters Nathaniel Hart an. Fredericks Sohn Henry, Myrtles Vater, wurde 1839 in Frankfort, Kentucky geboren. Sarah und Henry Hart heirateten 1866 und bekamen sieben Töchter, von denen sechs das Erwachsenenalter erreichten. Myrtle war die viertälteste. Eine Schwester erhielt den Namen William, genannt „Willie“, da sich Henry einen Sohn gewünscht hatte.
1867 zogen die Harts nach Evansville in Indiana, wo Henry einen Friseursalon eröffnete. Gleichzeitig trat er in Theatern auf und leitete Salonorchester, die bei Tanzveranstaltungen aufspielten. Auch publizierte er eigene Kompositionen, mehrheitlich Tanz- und Unterhaltungsmusik. Beide unterrichteten ihre Töchter im Klavierspiel sowie an weiteren Instrumenten, sodass man das The Henry Hart Orchestra bilden konnte. Myrtle Hart lernte Klavier, Geige und Harfe. 1879 zog die Familie nach Indianapolis. Dort waren 22 afroamerikanische Musiker im Census aufgeführt, vier davon gehörten zur Familie Hart. Die Indianapolis News berichtete, dass die Harts bei drei Besuchen von US-Präsidenten musizierten sowie bei der Einführung eines Gouverneurs.
Ab Anfang der 1890er Jahre erhielt Myrtle Hart Gelegenheiten, als Harfenistin solo aufzutreten. So wurde sie 1893 für Auftritte im britischen Teil der World’s Columbian Exposition engagiert, um dort auf Harfen des französischen Instrumentenbauers Sébastien Érard zu spielen. Dass auf der Ausstellung Harfen aus England zu sehen waren, ging mutmaßlich auf die Initiative von Edmund Schuëcker zurück, der Solo-Harfenist des Chicago Orchestra war und Myrtle zu diesem Zeitpunkt seit einem Jahr unterrichtete. Henry Hart fand großen Gefallen an einer Harfe von Érard, die nahezu 1000 Dollar kostete. Der Pharma-Unternehmer Eli Lilly lieh Hart die Kaufsumme, ohne einen Termin für die Rückzahlung zu nennen. In einem Brief an den Dichter Paul Laurence Dunbar sprach Myrtle Hart 1895 von ihrem Instrument als „darling harp“ (liebe Harfe).
Rund zehn Sommersaisons lang trat die Hart-Familie – Henry, Myrtle und ihre Schwester Willie – am Lake Wawasee auf, wo sich ein Erholungsresort mit Luxushotel für die Wohlhabenden aus Chicago und Indianapolis befand; Besitzer des Hotels war Eli Lilly. Nach einem Konzert von Myrtle Hart in Chicago schrieb die Chicago Daily News: „[...] the talented young woman is very much in love with her harp and has thoroughly mastered it. Her playing is marked by brilliant execution, pure tones, and extreme delicacy of touch. Her fingering is graceful and easy [...]“ („[...] die talentierte junge Frau ist sehr verliebt in ihre Harfe und beherrscht diese vollkommen. Ihr Spiel ist geprägt von brillanter Ausführung, reinen Tönen, und extremer Zartheit im Anschlag. Ihr Fingersatz ist anmutig und leicht [...]“). Ein Kritiker der Washington Post bezeichnete Myrtle Hart als „the only coloured harpist in the country“ („einzige farbige Harfenistin im Land“). Die Daily News beschrieb sie als derart hübsche, junge Frau mit kaum so viel „Negerblut“, dass man ihr ihre „Nationalität“ nicht ansehe. Am 11. April 1903 gehörte Myrtle Hart zu einer Gruppe von Musikern, die in der New Yorker Webster Hall vor den Spitzen der Gesellschaft auftrat; 1905 spielte sie in der Columbus Avenue AME Zion Church  in Boston.
1907 heiratete Myrtle Hart ihren ersten Ehemann John Luther Fry (1867–1938). Das Paar bekam zwei Kinder, die Tochter Frances und den Sohn John Luther, der später vom zweiten Ehemann seiner Mutter adoptiert wurde und den Namen William MacKinlay, Jr. erhielt. Laut seinem späteren Nachruf war Fry pensionierter Captain der United States Army und von Beruf Hotelangestellter, dem zuvor einmal das Keystone Hotel selbst gehört haben soll und der mutmaßlich wegen seiner finanziellen Rückschläge in späteren Jahren an Depressionen litt.
Von 1919 bis 1926 war Hart Mitglied der Chicagoer Gruppe der American Federation of Musicians. Dann aber verlegte sie ihren Lebensmittelpunkt zunächst nach New York, später Richtung Boston. Bekannt ist, dass sie 1925 mit der Beethoven Society von New York auftrat. 1926 heiratete sie ihren zweiten Ehemann William McKinlay (1875–1942), den langjährigen Dirigenten des Boston Colonial Theatre Orchestra, und nannte sich fortan Louise Kavanaugh; wann sie sich von John Luther Fry hatte scheiden lassen, ist unbekannt. Während Myrtle Hart in Chicago mit Fry gelebt hatte, waren die Eheleute in den Censuslisten als „schwarz“ registriert, in Boston jedoch galten Louise Kavanaugh und ihr Ehemann William McKinlay als „weiß“. Laut Harts Biograph Clark Kimberling war diese Form der Überschreitung von Rassengrenzen, heute auch Passing genannt, zu der damaligen Zeit nicht unüblich. Harts Enkelin Judith Simmons nimmt an, dass es unerlässlich war, weiß zu sein, um von großen Symphonieorchestern engagiert zu werden; ihre Großmutter habe unter diesem gesellschaftlichen Druck und der beruflich notwendigen Verstellung gelitten.
Über die weiteren Lebensjahre von Myrtle Hart ist wenig bekannt. Im Alter erkrankte sie an Alzheimer, wie ihre Enkelin berichtete. Sie starb am 23. Oktober 1966 im Alter von 89 Jahren und wurde auf dem Mount Auburn Cemetery in Massachusetts neben ihrem Mann bestattet. Sie überlebte vier ihrer fünf Schwestern.